# Robert Briner
Robert Briner (Bäretswil, 17 juni 1885 - Zürich, 10 november 1960), was een Zwitsers politicus.

## Opleiding en vroege carrière
Robert Briner bezocht het gymnasium te Zürich en studeerde daarna tussen 1904 en 1910 rechten in Zürich en Berlijn. In 1910 promoveerde hij. Daarna was hij beambte bij het districtsgerechtshof (Bezirksgericht) van Zürich. Van 1912 tot 1919 was hij secretaris van de stedelijke Voogdijraad (Vormundschaftsbehörde) van Zürich. Van 1919 tot 1935 was hij voorzitter van de stedelijke jeugdraad.

## Voorzitter van de Democratische Partij en regeringsleider
Robert Briner was lid van de Democratische Partij (rechtervleugel). Hij was vele jaren voorzitter van de DP. Van 1935 tot 1951 was hij lid van de Regeringsraad van het kanton Zürich. Hij beheerde achtereenvolgens de departementen van Justitie en Politie (1935-1943) en van Onderwijs (1943-1951). Van 1 mei 1939 tot 30 april 1940 en van 1 mei 1945 tot 30 april 1946 was hij voorzitter van de Regeringsraad (dat wil zeggen regeringsleider) van het kanton Zürich.

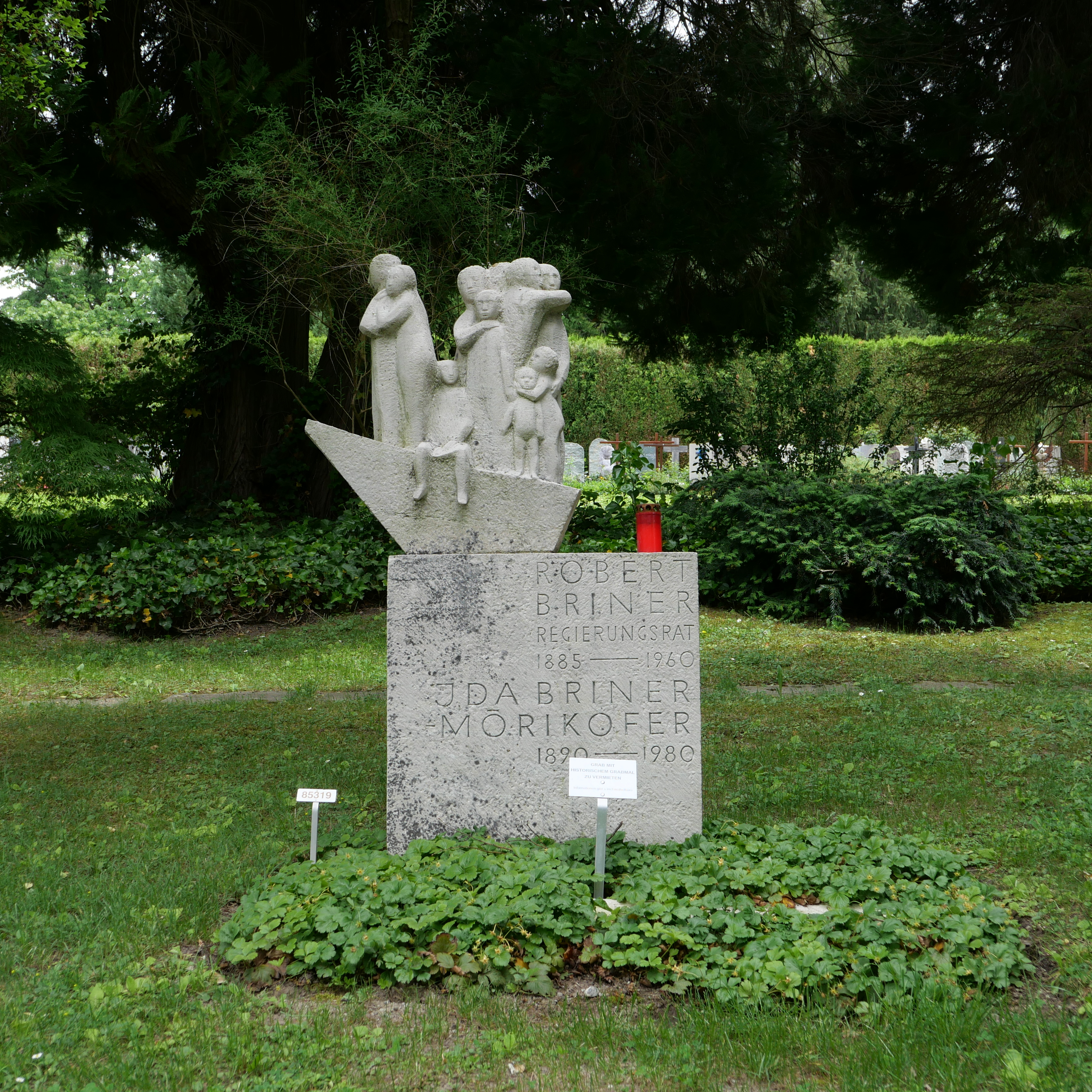
Het graf van Briner en zijn vrouw Ida Briner Mörikofer (1890-1980) op de begraafplaats Rehalp in Zürich.

## Overige activiteiten
Robert Briner had de rang van kolonel in het Zwitserse leger (1931). Dit is de hoogste rang in vredestijd in Zwitserland. Eerder was hij van 1918 tot 1931 lid van de generale staf.
Van 1917 tot 1957 was hij docent, van 1930 tot 1958 directeur van de School voor Sociale Arbeid. Van 1932 tot 1960 was hij voorzitter van Pro Infirmis ("Zwitserse Vereniging voor Abnormalen").

### Voorzitter Vluchtelingenhulp (1938-1945)
Van 1938 tot 1945 was hij voorzitter van de Centrale Raad voor Vluchtelingenhulp (Schweizerischen Zentralstelle für Flüchtlinghilfe). In die hoedanigheid was hij medeverantwoordelijk voor de hulpverlening aan vluchtelingen die tijdens de Tweede Wereldoorlog naar het neutrale Zwitserland kwamen. Hij voerde nauwgezet het (sterk bekritiseerde) regeringsbeleid ten opzichte van vluchtelingen uit.
Robert Briner overleed op 75-jarige leeftijd, op 10 november 1960, in Zürich.